# ジョン・ポールソン
ジョン・アルフレッド・ポールソン（John Alfred Paulson, 1955年12月14日 - ）はアメリカ合衆国のヘッジファンドマネージャー、慈善活動家である。投資助言会社のポールソン・アンド・カンパニーの創設者であり社長である。

## 来歴
1955年12月14日生まれ。1978年ニューヨーク大学経営学部を首席で卒業。その後、ゴールドマン・サックスの奨学金によりハーバード大学へ入学しMBAを取得、ボストン・コンサルティング・グループに入社。1994年にポールソン・アンド・カンパニーを創業。2007年に、サブプライムローン証券を対象とするクレジット・デフォルト・スワップ（CDS）に投資して、巨額の利益をあげる。2010年には、49億ドルの収益を上げた。慈善活動家として、セントラル・パーク管理委員会に1億ドル、ハーバード大学のハーバード・工学／応用科学スクールに4億ドルを寄付した。ハーバード大学において過去最大の寄付となる。2025年1月発足の第2次ドナルド・トランプ内閣の財務長官候補としても名前が挙がったが、2024年11月12日にポールソンが辞退したと報じられた。